# Kaintuck
Kaintuck è un cortometraggio muto del 1912 diretto da Hal Reid.

## Produzione
Il film venne prodotto dalla Reliance Film Company

## Distribuzione
Distribuito dalla Film Supply Company, il film - un cortometraggio di una bobina - uscì nelle sale cinematografiche degli Stati Uniti l'8 giugno 1912.